# Palau-de-Cerdagne
Palau-de-Cerdagne (Palau de Cerdanya en catalán) es una pequeña población y comuna francesa, situada en el departamento de Pirineos Orientales en la región de Occitania y comarca histórica de la Alta Cerdaña. 
A sus habitantes se les conoce por el gentilicio de palausans, palauencs. 

## Geografía
La comuna se encuentra situada en la frontera con España, en la Cerdaña, atravesada por el río Vanéra.

## Demografía
| 149 | 177 | 237 | 285 | 275 | 424 |
| Para los censos de 1962 a 1999 la población legal corresponde a la población sin duplicidades (Fuente: INSEE [Consultar]) |     |     |     |     |     |

## Personalidades relacionadas con la comuna
- Albert Salsas, (1864-1940), historiador